# Jouy-Mauvoisin
Jouy-Mauvoisin ist eine französische Gemeinde mit 564 Einwohnern (Stand 1. Januar 2022) im Département Yvelines in der Region Île-de-France. Sie gehört zum Arrondissement Rambouillet und zum Kanton Bonnières-sur-Seine. Die Einwohner werden Joyaciens genannt.

## Geographie
Jouy-Mauvoisin befindet sich etwa 60 Kilometer westlich von Versailles und umfasst eine Fläche von 282 Hektar. Nachbargemeinden sind:
- Rosny-sur-Seine im Norden,
- Buchelay im Osten,
- Fontenay-Mauvoisin im Süden und
- Perdreauville im Westen.

## Bevölkerungsentwicklung
| Jahr      | 1962 | 1968 | 1975 | 1982 | 1990 | 1999 | 2006 | 2011 |
| Einwohner | 149  | 193  | 277  | 306  | 500  | 505  | 524  | 553  |

## Sehenswürdigkeiten
- Kirche Sainte-Foi aus dem 12. Jahrhundert
- Lavoir, ehemaliges Waschhaus aus dem 19. Jahrhundert

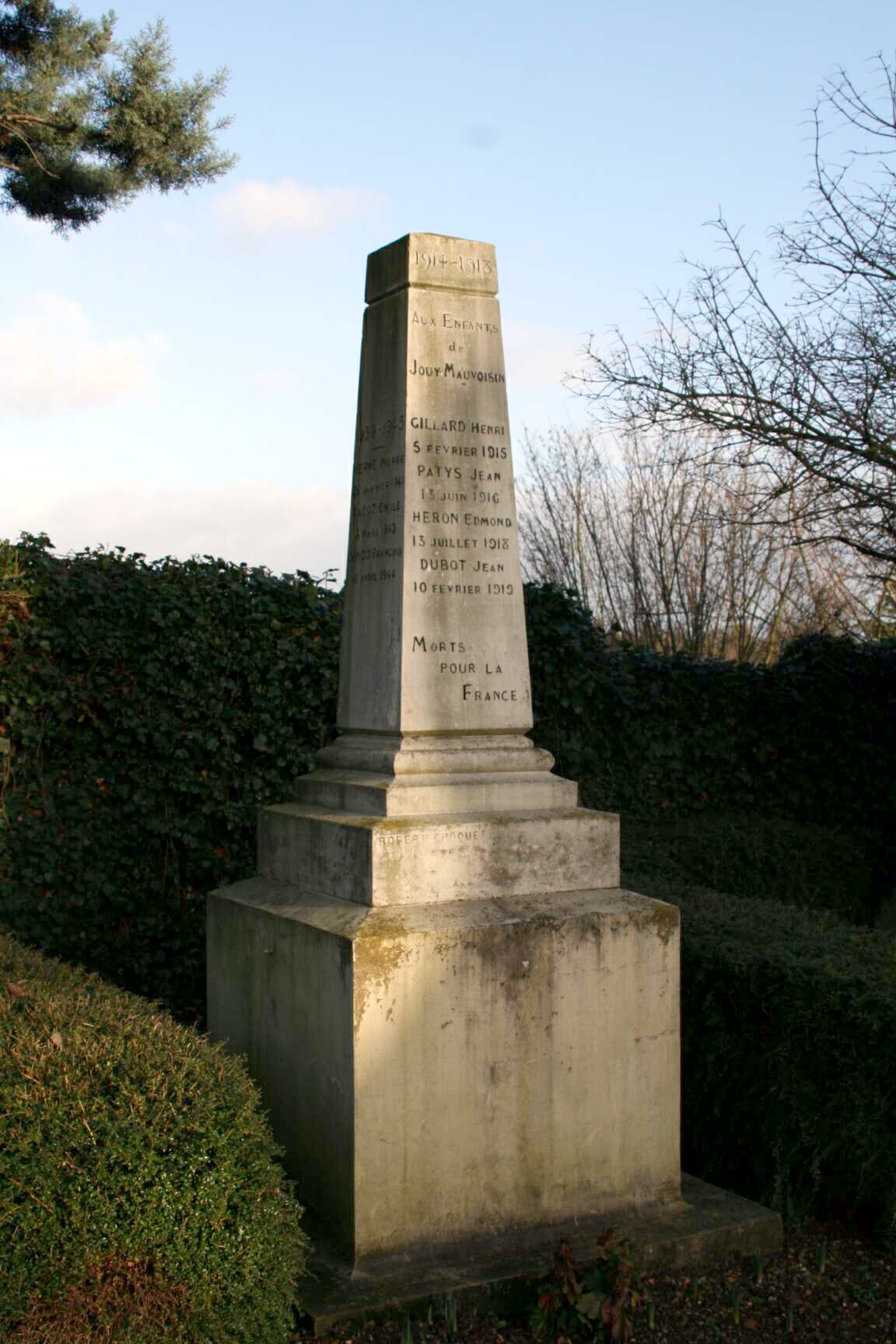
Kriegerdenkmal
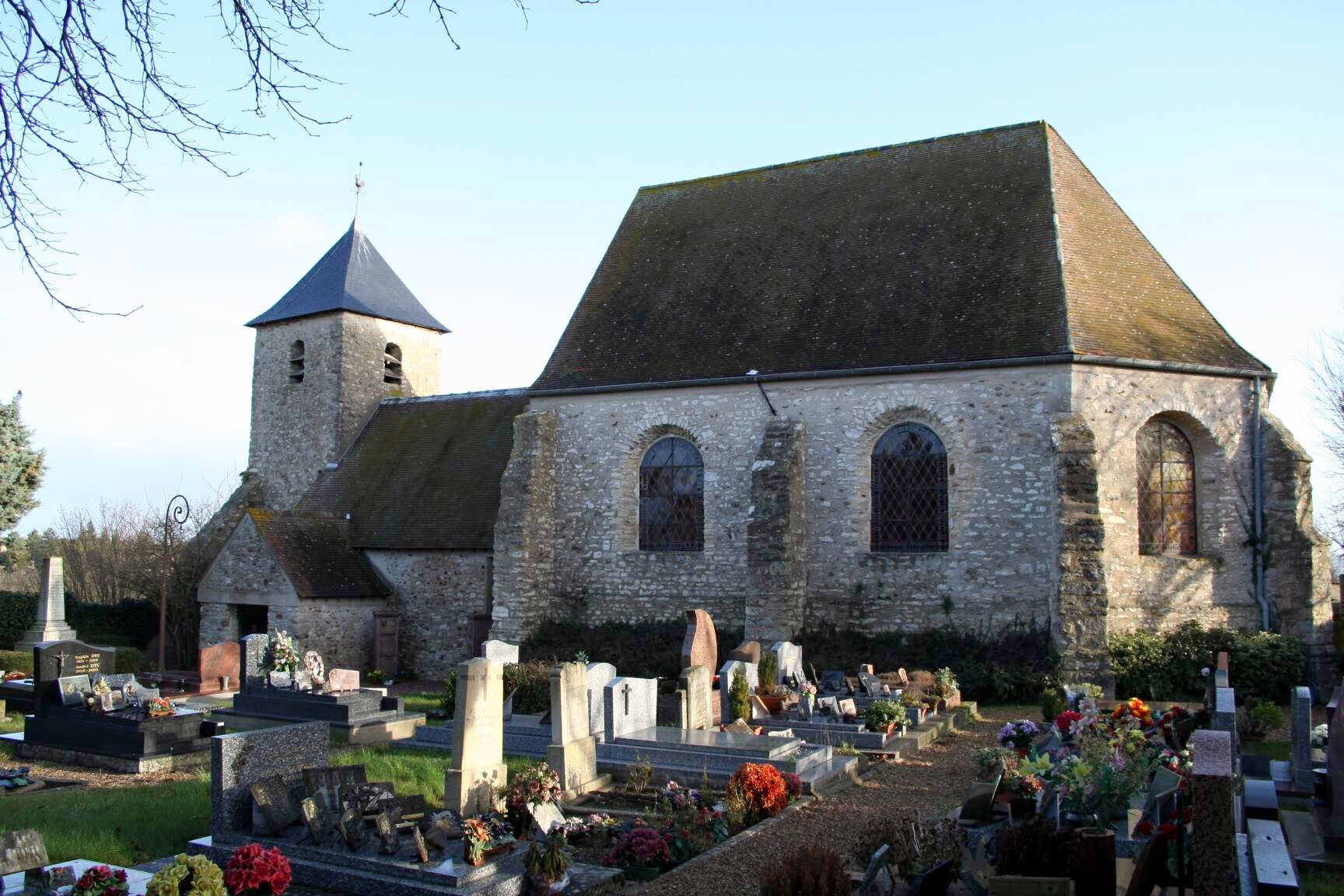
Kirche Sainte-Foi
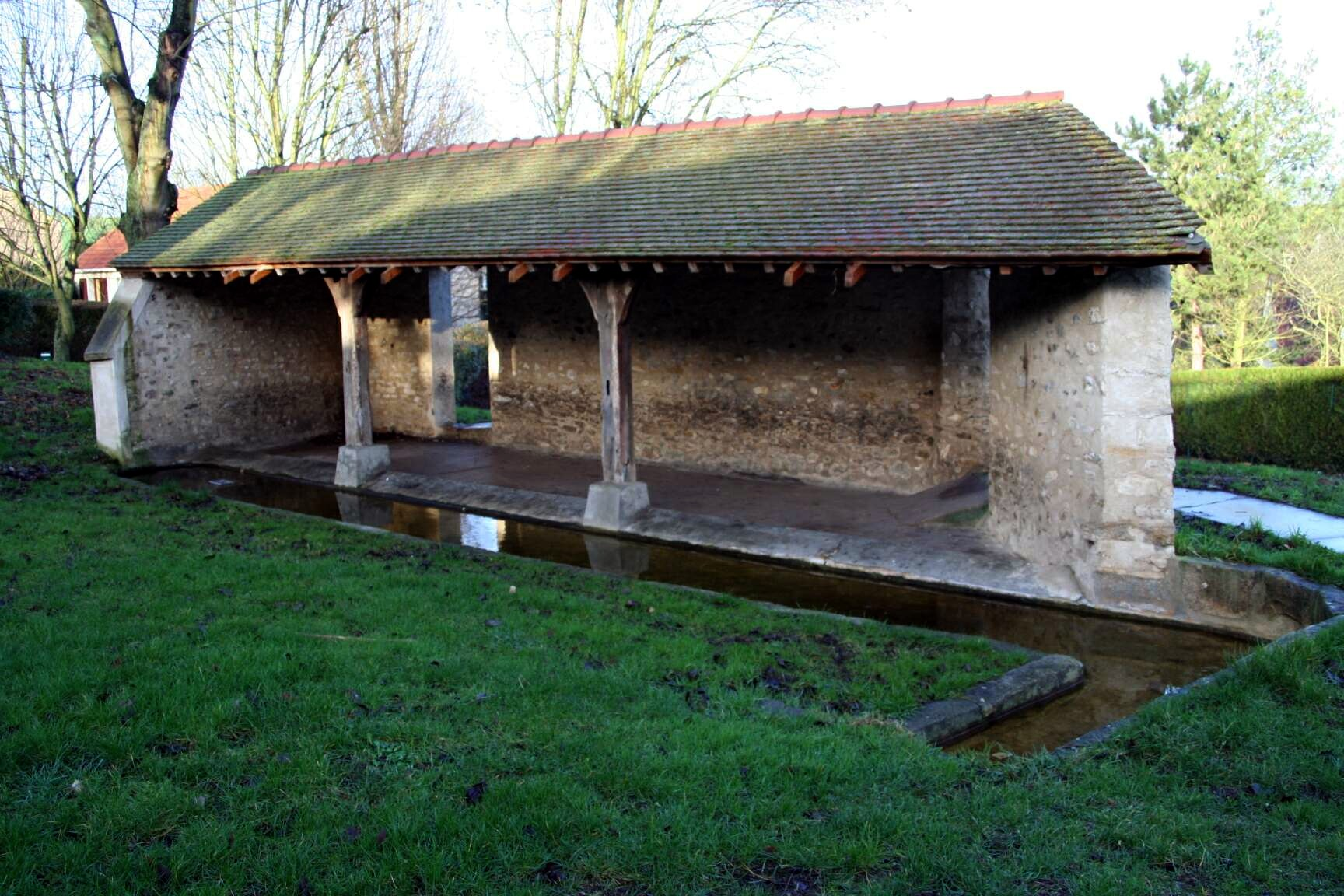
Waschhaus

- Kriegerdenkmal
- Kirche Sainte-Foi
- Waschhaus